# Simón Zerpa
Simón Alejandro Zerpa Delgado (Venezuela, 28 de agosto de 1983) es un político venezolano, exministro de Economía y Finanzas de Nicolás Maduro entre 2017 y 2020.

## Biografía
Es hijo del exembajador de Venezuela ante China y exsecretario de la Asamblea Nacional, Iván Zerpa Guerrero. Es licenciado en Estudios Internacionales y tiene un postgrado en Derecho Constitucional Internacional. 
Fue director externo de la petrolera nacional venezolana PDVSA, vicepresidente de Finanzas de Pdvsa, presidente del  Fondo de Desarrollo Nacional (Fonden), presidente del Banco de Desarrollo Económico y Social (Bandes) y fue ministro de Economía y Finanzas entre 2017 y 2020 bajo el gobierno de Nicolás Maduro.
Zerpa fue sancionado por Estados Unidos el 26 de julio de 2017.
En 2024 fue detenido por la Fiscalía General de Venezuela en medio de las investigaciones por el caso PDVSA-Cripto que involucraba al también exministro de Maduro, Tareck El Aissami del que fue un estrecho colaborador en diversos cargos bajo la administración madurista desde 2014. Entre los cargos que se le imputaron se encuentran traición a la patria, apropiación del patrimonio público, lavado de dinero y asociación para delinquir.
Según el fiscal general Tarek William Saab, Simón Zerpa estaba vigilado y aseguró que vivía «bajo el terror, bajo el miedo» porque este intuía o sabía su captura.

## Vida personal
Estuvo casado con Vanesa Elechiguerra Labarca de la que se divorció en 2011, y con la que estuvo casado desde marzo de 2010.